# Schwechat
Schwechat osztrák város Alsó-Ausztria Bruck an der Leitha-i járásában. 2022 januárjában 20 763 lakosa volt. Schwechatban található Bécs nemzetközi repülőtere és Ausztria legnagyobb olajfinomítója, valamint a város a "Schwechater Bier" sörmárkáról is ismert. Az itt kiadott rendszámokon a járás többi önkormányzatától eltérően nem a BL, hanem az SW betűkód látható.    

## Elhelyezkedése

Schwechat a Bruck an der Leitha-i járásban

Schwechat a tartomány Industrieviertel régiójában fekszik, a Bécsi-medencében, a Schwechat folyó mentén, Bécstől közvetlenül délkeletre. Északkeleti határát a Duna alkotja. Területének 9,9%-a erdő, 48,6% áll mezőgazdasági művelés alatt. Az önkormányzat négy települést és településrészt egyesít: Kledering 744 lakos 2022-ben), Mannswörth (2183), Rannersdorf (3007), Schwechat (14 829).
A környező önkormányzatok: nyugatra Bécs Favoriten, északra Simmering, északkeletre Donaustadt kerületei, keletre Fischamend, délkeletre Klein-Neusiedl és Schwadorf, délre Rauchenwarth és Zwölfaxing, délnyugatra Lanzendorf.

## Története

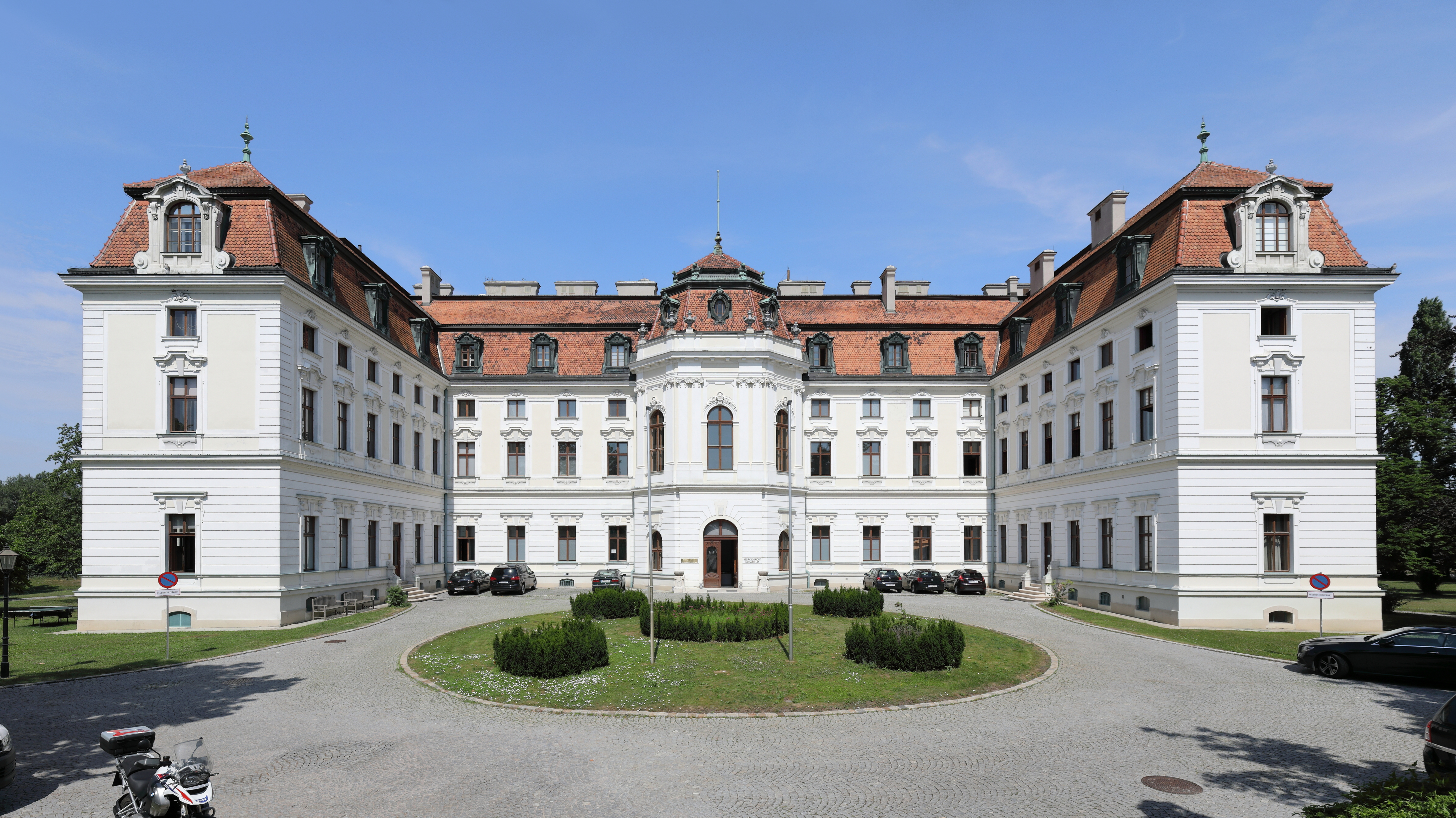
Az altkettenhofi kastély

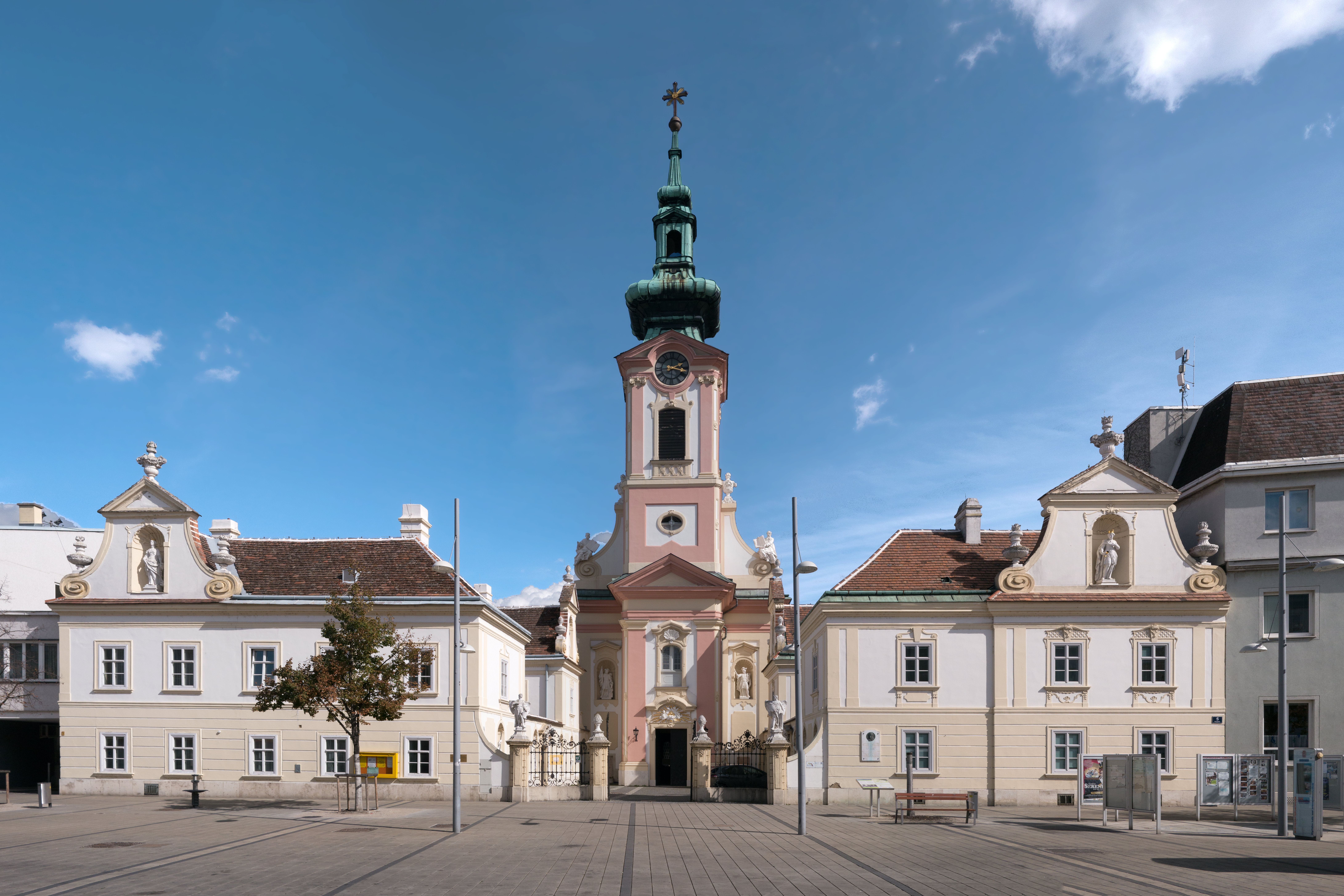
A Szt. Jakab-plébániatemplom

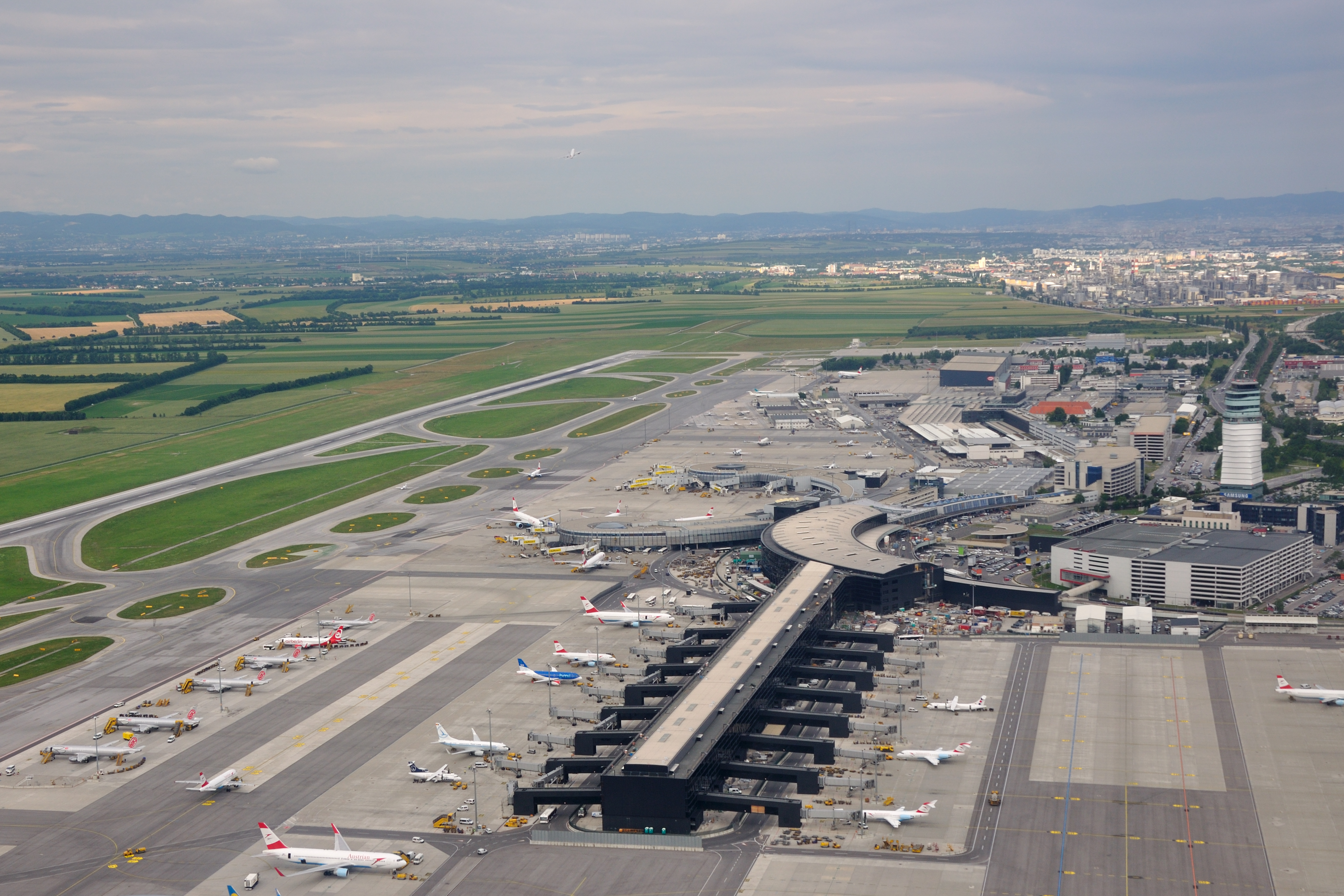
A schwechati repülőtér

Schwechat területe a régészeti leletek tanúsága szerint az újkőkorban és a bronzkorban is lakott volt. A római időkben egy kis lovassági erőd állt itt (Ala Nova). Miután a Frank Birodalom meghódította az Avar Kaganátust, 800 körül bajor és frank telepesek érkeztek és idővel beolvasztották a megmaradt avar és szláv lakosságot. 
Schwechatot 1334-ben említik először mezővárosként. A középkor vége felé már kézművességéről és iparáról volt ismert. A 16-17. században megalapították az első sörfőzdéket, de későbbiekben jelentős volt textilipara is; az első szövőüzemet 1724-ben alapították. Franz Anton Dreher 1797-ben vásárolta meg itt a sörfőzdéjét, amit aztán fia és unokája, id. és ifj. Anton Dreher tett nemzetközileg is ismertté. 1848-ban a császári csapatok itt verték vissza a bécsi forradalmat megsegíteni kívánó magyarokat. 
Schwechatot 1922-ben emelték városi rangra. Az 1938-as Anschlusst követően létrehozták Nagy-Bécset és Schwechatot is a főváros 23. kerületéhez csatolták (amit róla neveztek el). 1943-től a háború végéig a mauthauseni koncentrációs tábor egyik altábora működött területén, melynek 2600 kényszermunkását a fegyvergyárakban dolgoztatták. A város 1954-ben nyerte vissza önállóságát, egyúttal a korábbi Alt- és Neukettenhof községeket, valamint Kledering, Mannswörth és Rannersdorf katasztrális községeket is hozzá kapcsolták. Schwechat az akkor megalakított Bécskörnyéki járáshoz került, amely 2016-ban megszűnt, és az önkormányzatot a Bruck an der Leitha-i járás részévé vált.

## Lakosság
A schwechati önkormányzat területén 2022 januárjában 20 763 fő élt. A lakosságszám 1991 óta gyarapodó tendenciát mutat. 2020-ban az ittlakók 77%-a volt osztrák állampolgár; a külföldiek közül 1,8% a régi (2004 előtti), 9,8% az új EU-tagállamokból érkezett. 8,1% az egykori Jugoszlávia (Szlovénia és Horvátország nélkül) vagy Törökország, 3,4% egyéb országok polgára volt. 2001-ben a lakosok 58,9%-a római katolikusnak, 3,7% evangélikusnak, 6,4% ortodoxnak, 2,5% mohamedánnak, 24,8% pedig felekezeten kívülinek vallotta magát. Ugyanekkor a legnagyobb nemzetiségi csoportokat a németek (85,2%) mellett a szerbek (6,5%), a horvátok (1,5%) és a magyarok (1,1%) alkották.
A népesség változása:

| 2016 | 17 674 |
| 2018 | 18 026 |

## Látnivalók
- a Rothmühle-kastély
- a Thurnmühle-kastély

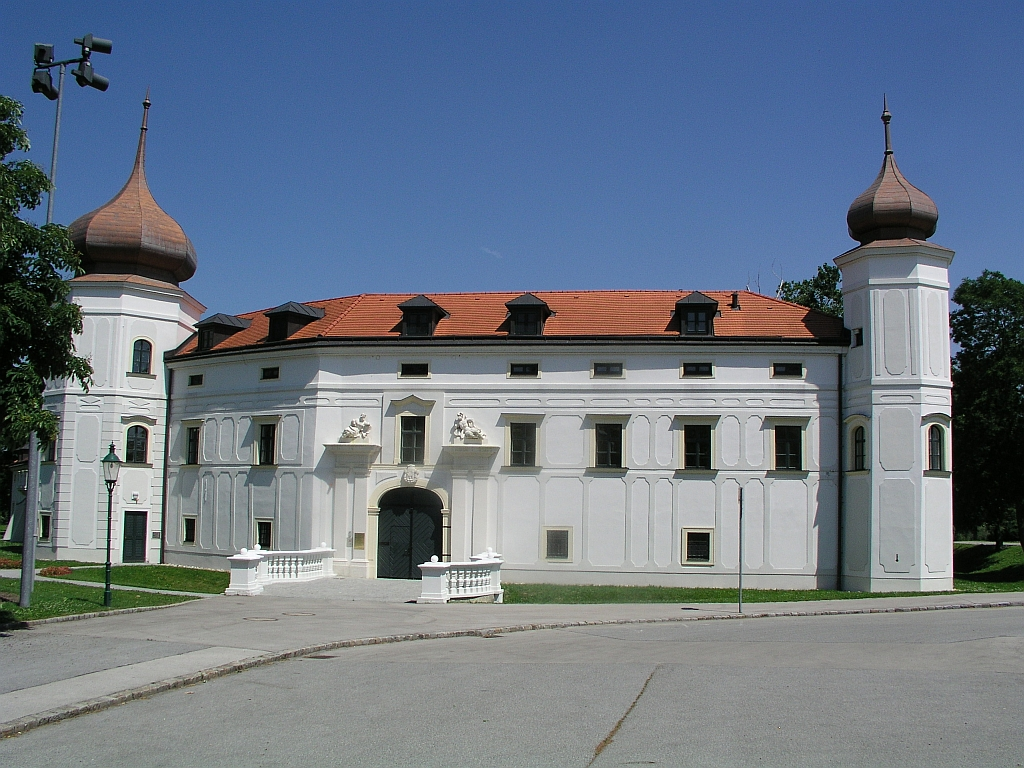
A Rothmühle-kastély

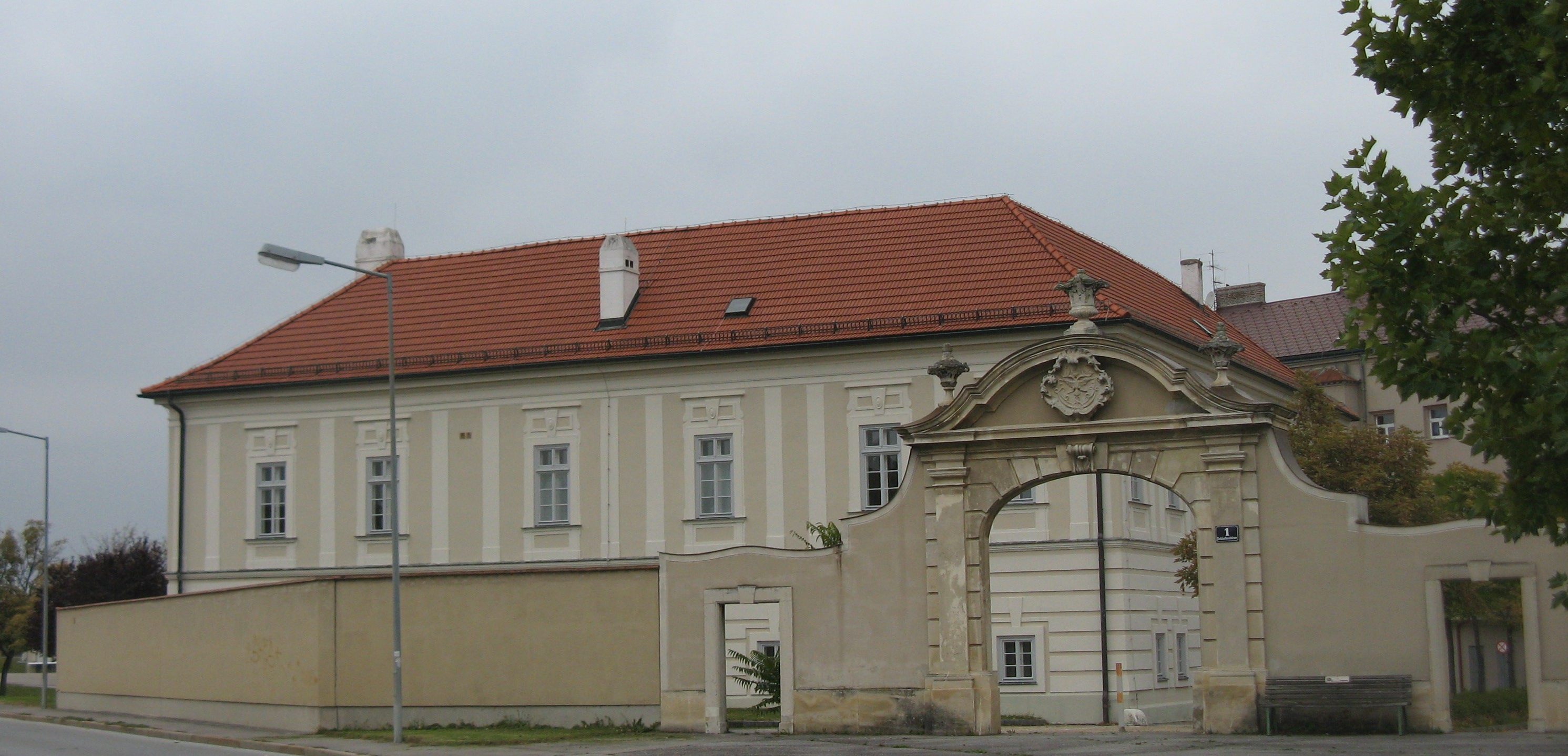
A Thurnmühle-kastély

- az altkettenhofi kastély (ún. Dreher-kastély), ma járásbírósági épület
- a Wallhof udvarház
- a Szt. Jakab-plébániatemplom
- a Szentháromság-templom (volt kapucinus templom)
- Ala Nova római erődje
- a vasútmúzeum
- a Dreher-mauzóleum

## Testvértelepülések
- Gladbeck (Németország)
- Enfield (Egyesült Királyság)
- Szakolca (Szlovákia)
- Alanya (Törökország), 2016-ig

## Híres schwechatiak
- Id. Anton Dreher (1810-1863), nagyiparos
- Joseph von Eybler (1765–1846), zeneszerző
- Viktor Klima (1947-), politikus, 1997-2000 között szövetségi kancellár
- Ernst Seidler von Feuchtenegg (1862–1931), politikus, 1917-1918-ban miniszterelnök

## Fordítás
- Ez a szócikk részben vagy egészben  a   Schwechat című német Wikipédia-szócikk ezen változatának fordításán alapul.  Az eredeti cikk szerkesztőit annak laptörténete sorolja fel. Ez a jelzés csupán a megfogalmazás eredetét és a szerzői jogokat jelzi, nem szolgál a cikkben szereplő információk forrásmegjelöléseként.